# UFC Fight Night: Barboza vs. Murphy
UFC Fight Night: Barboza vs. Murphy (conosciuto anche come UFC Fight Night 241, oppure UFC on ESPN+ 99) è stato un evento di arti marziali miste tenuto dalla Ultimate Fighting Championship il 18 maggio 2024 all'UFC APEX di Las Vegas, negli Stati Uniti.

## Risultati
|                  | Divisione             |                    |                 |                    | Metodo                                      | Round           | Tempo           | Premio          |
| Card Principale  | Card Principale       | Card Principale    | Card Principale | Card Principale    | Card Principale                             | Card Principale | Card Principale | Card Principale |
| ---------------- | --------------------- | ------------------ | --------------- | ------------------ | ------------------------------------------- | --------------- | --------------- | --------------- |
|                  | Pesi piuma            | Lerone Murphy      | batte           | Edson Barboza      | Decisione unanime (49–46, 50–45, 50–45)     | 5               | 5:00            | FOTN            |
|                  | Pesi welter           | Khaos Williams     | batte           | Carlston Harris    | KO (pugno)                                  | 1               | 1:30            | POTN            |
|                  | Pesi welter           | Themba Gorimbo     | batte           | Ramiz Brahimaj     | Decisione unanime (30–27, 30–27, 30–27)     | 3               | 5:00            |                 |
|                  | Pesi gallo            | Adrian Yañez       | batte           | Vinicius Salvador  | KO tecnico (pugni)                          | 1               | 2:47            |                 |
|                  | Pesi paglia femminili | Angela Hill        | batte           | Luana Pinheiro     | Sottomissione (guillotine choke)            | 2               | 4:12            | POTN            |
| Card Preliminare |                       |                    |                 |                    |                                             |                 |                 |                 |
|                  | Pesi leggeri          | Tom Nolan          | batte           | Victor Martinez    | KO tecnico (ginocchiata al corpo e pugni)   | 1               | 3:50            |                 |
|                  | Pesi mediomassimi     | Oumar Sy           | batte           | Tuco Tokkos        | Sottomissione (face crank)                  | 1               | 3:43            |                 |
|                  | Pesi gallo femminili  | Melissa Gatto      | batte           | Tamires Vidal      | KO tecnico (pugno al corpo)                 | 3               | 0:37            |                 |
|                  | Pesi medi             | Abus Magomedov     | batte           | Warlley Alves      | Decisione unanime (30–26, 30–26, 30–26)     | 3               | 5:00            |                 |
|                  | Pesi paglia femminili | Ariane Carnelossi  | batte           | Piera Rodríguez    | DQ (testata)                                | 2               | 3:16            |                 |
|                  | Pesi gallo            | Alateng Heili      | batte           | Kleydson Rodrigues | Decisione unanime (30–27, 30–27, 29–28)     | 3               | 5:00            |                 |
|                  | Pesi paglia femminili | Vanessa Demopoulos | batte           | Emily Ducote       | Decisione non unanime (28–29, 29–28, 29–28) | 3               | 5:00            |                 |

## Premi
I lottatori premiati ricevettero un bonus di 50.000 dollari.
Legenda:
- FOTN: Fight of the Night (vengono premiati entrambi gli atleti per il miglior incontro dell'evento)
- POTN: Performance of the Night (viene premiato il vincitore per la migliore performance dell'evento)